# Gokoro
Gokoro est un village du Cameroun situé dans le département du Mayo-Tsanaga et la Région de l'Extrême-Nord, au piémont des monts Mandara, à la frontière avec le Nigeria. Il fait partie de la commune de Mozogo.

## Population
En 1966-1967, la localité comptait 252 habitants, principalement des Mandara et des Mineo. Lors du recensement de 2005, 638 personnes y ont été dénombrées.